# Kárókatonafélék

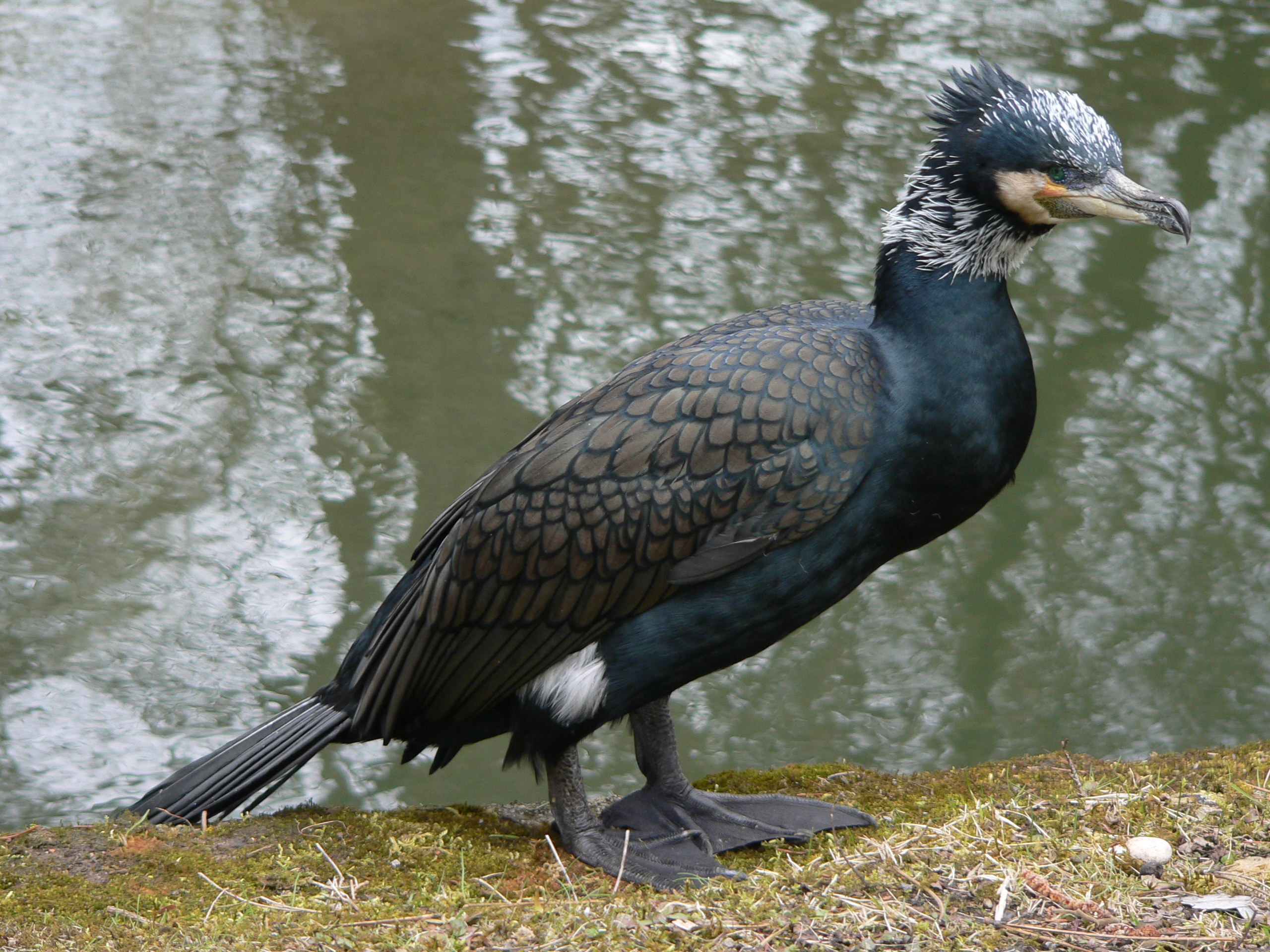
Nagy kárókatona (Phalacrocorax carbo)

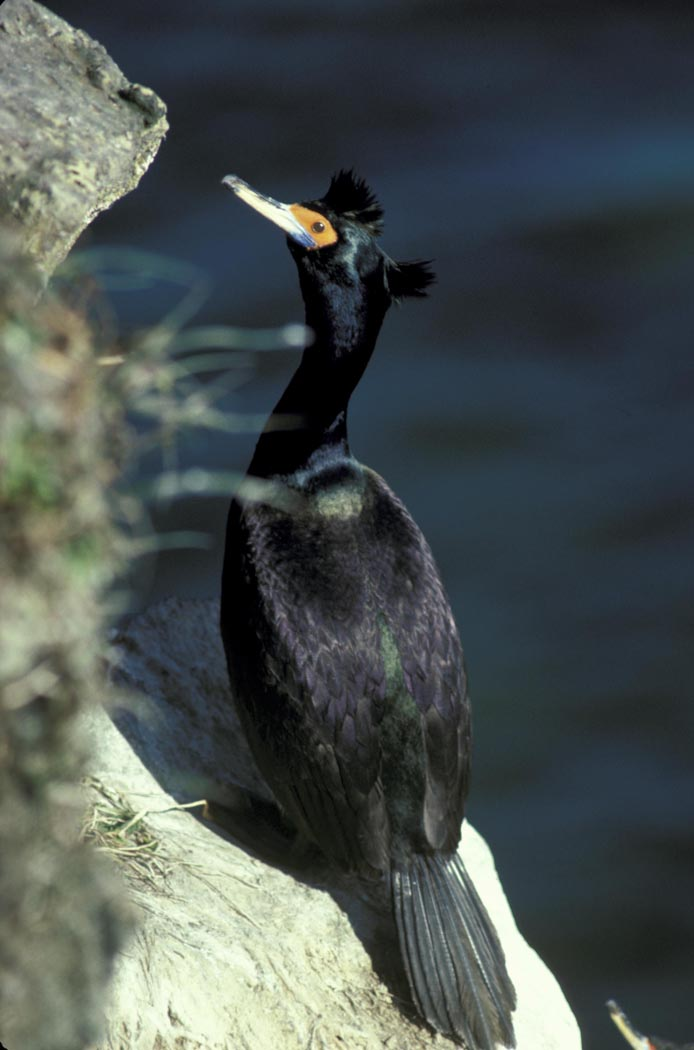
Vörösarcú kárókatona (Phalacrocorax urile)

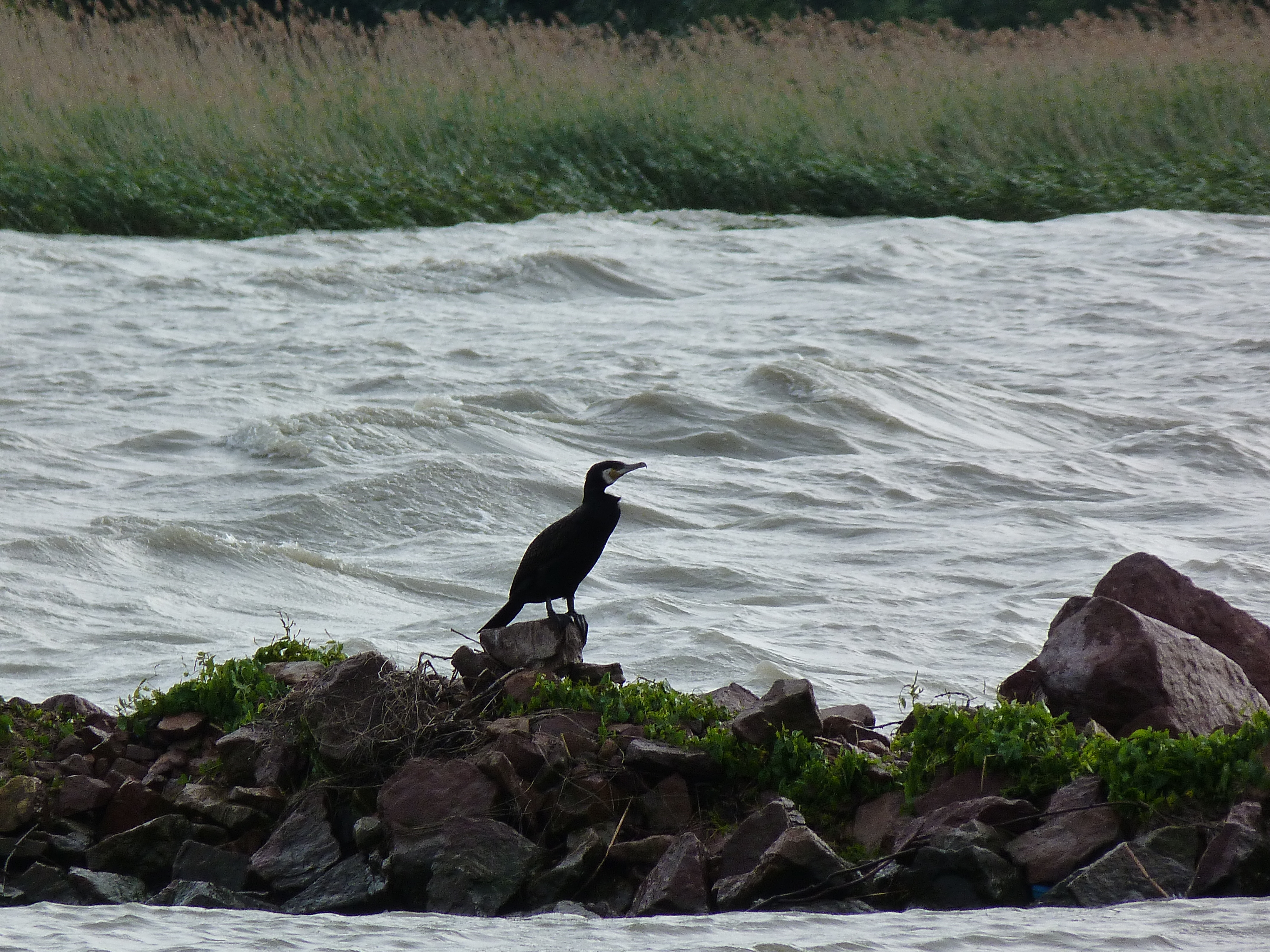
Kárókatona a Kikötőben - Balatonmáriafürdő

A kárókatonafélék, más néven kormoránok (Phalacrocoracidae) a madarak (Aves) osztályába és a szulaalakúak (Suliformes) rendjébe tartozó család.

## Rendszertani besorolásuk
2014-ben Jarvis és társai alaktani- és DNS-vizsgálatok végeztek a mai madarak körében; felfedezésüket a „Whole-genome analyses resolve early branches in the tree of life of modern birds” (A genom teljes vizsgálata meghatározza a modern madarak családfájának a korai ágait) című írásban adták ki. Ennek a nagymértékű kutatásnak a következtében, az Ornitológusok Nemzetközi Kongresszusának (International Ornithological Congress) jóváhagyásával ezt a madárcsaládot kivették a gödényalakúak (Pelecaniformes) rendjéből és áthelyezték az újonnan létrehozott szulaalakúak rendbe.

## Előfordulásuk

### Elterjedésük
A kormoránok minden kontinensen jelen vannak, kivéve az Antarktiszt. A legtöbb faj a trópusokon és a déli mérsékelt öveken él. Nem találhatóak meg Közép- és Észak-Ázsiában. Sok faj él Kanadában.

### Élőhelyük
Megtalálhatóak a tengereken, a partokon valamint a belföldi vizekben. Egyes fajok csak a belföldi vizeknél élnek, de mindegyik élőhelyük egyformán lakott a részükről. A belföldi vizek közé tartoznak a folyók, tavak, főleg halastavak.

## Megjelenésük
A kormoránok közepes és nagy méretű, erős testfelépítésű vízimadarak. Testhosszuk 45–100 centiméter, testtömegük 360–2800 gramm (a csököttszárnyú kárókatona akár 4 kilogramm is lehet). Tollazatuk színe kétféle lehet; egyszínű fekete vagy barna, a szaporodási időszakban ragyogó; vagy a háton sötét, a hason fehér. A hímek általában nagyobbak és nehezebbek a tojóknál. A fiatal madarak szürkésbarna színűek és hasuk valamivel halványabb. A kormoránok nyaka hosszú, farkuk hosszú, ék alakú. Csőrük hosszú, viszonylag magas és éles. Lábuk rövid, úszóhártyás, ezért a szárazföldön esetlenül mozognak. Szárnyaik rövidek, enyhén lekerekítettek. Repülési sebességük akár a 80 km/h-t is elérheti. A repülő fajok szárnyfesztávolsága 80–160 centiméter.

## Életmódjuk
Ellentétben más vízimadarakkal nem a vízen, hanem a szárazföldön pihennek. Ilyenkor magasabb helyeket, például sziklákat vagy ágakat keresnek. Mikor elhagyják a vizet és kirepülnek a szárazföldre, megrázzák a tollaikat, és szárnyaikat kinyitják, hogy tollazatuk gyorsabban száradjon. Táplálékuknak a fő képviselője a hal, de egyes fajok táplálkoznak még más vízi állatokkal is, mint például csigákkal, kagylókkal és férgekkel, valamint néha hüllőkkel és kétéltűekkel. Táplálékuk 50%-át a halak teszik ki, leginkább az 5–25 centiméter hosszúak, ritkán akár 60 centiméteresek is. Vadászni zuhanással vagy egy kis ugrással szoktak és a zsákmányt felhozzák a felszínre. Általában magányosan vadásznak, de egyes fajok csoportokban is.

## Szaporodásuk
A kormoránok jellemzően telepekben fészkelnek, amelyek tíztől akár százezer párig is kiterjedhetnek. Gyakran fészkelnek egy helyen más vízi madarakkal is. A fészkelőhelyeket a hímek választják ki, ezek fajtól függően lehetnek sziklák, tengerpartok vagy fák. A hímek szárnyukat csapkodva és világos torkukat mutogatva csalják magukhoz a tojókat. Néha előfordul, hogy két évben ugyanazzal a tojóval párosodnak a hímek, de általában minden évben másikkal. A fészkeket mindkét szülő építi, egyes fajoknál ez csak egy üres homokföldbe kiásott mélyedés, más fajoknál algákból, iszapból és ürülékből készült fészek. Egyes esetekben ugyanazt a fészket használják a következő évben is. Fészekaljuk 2–3 fehér tojásból áll (ritkán 4), amelyet 23–35 napig költenek. Az utolsó tojásból kikelt fiókák gyengébbek, mint az idősebb testvéreik, ezért szinte mindig az első három napban meghalnak.

## Rendszerezés
A családba az alábbi 2 recens nem és 3 fosszilis nem tartozik:
- Microcarbo Bonaparte, 1856 - 6 faj
- Phalacrocorax Brisson, 1760 - típusnem; 32 faj

- †Limicorallus (középső oligocén; Chelkar-Teniz, Kazahsztán)
- †Nambashag Worthy, 2011 - 2 faj; oligocén-miocén
- †Nectornis (késő oligocén?/kora miocén; Közép-Európa – középső miocén; Bes-Konak, Törökország) – hozzátartozik az Oligocorax miocaenus

A korábban önálló nemként elfogadott fosszilis Oligocorax parafiletikus csoportnak bizonyult, emiatt az európai fajokat a Nectornis-ba helyezték át, míg az észak-amerikai fajokat a Phalacrocoraxok közé sorolták be.
A paleogén időszakból származó Piscatort (késő eocén - Anglia), Borvocarbót (késő oligocén - Közép-Európa) és egy megnevezetlen kora oligocén korszaki, egyiptomi maradványt a kárókatonák és a kígyónyakúmadarak átmeneteinek tekintik.
A késő pliocén és kora pleisztocén határán élt Valenticarbo-t nomen dubiumként kezelik az ornitológusok. Nagy valószínűséggel az idetartozó maradvány a Phalacrocorax madárnem része.

## Képek

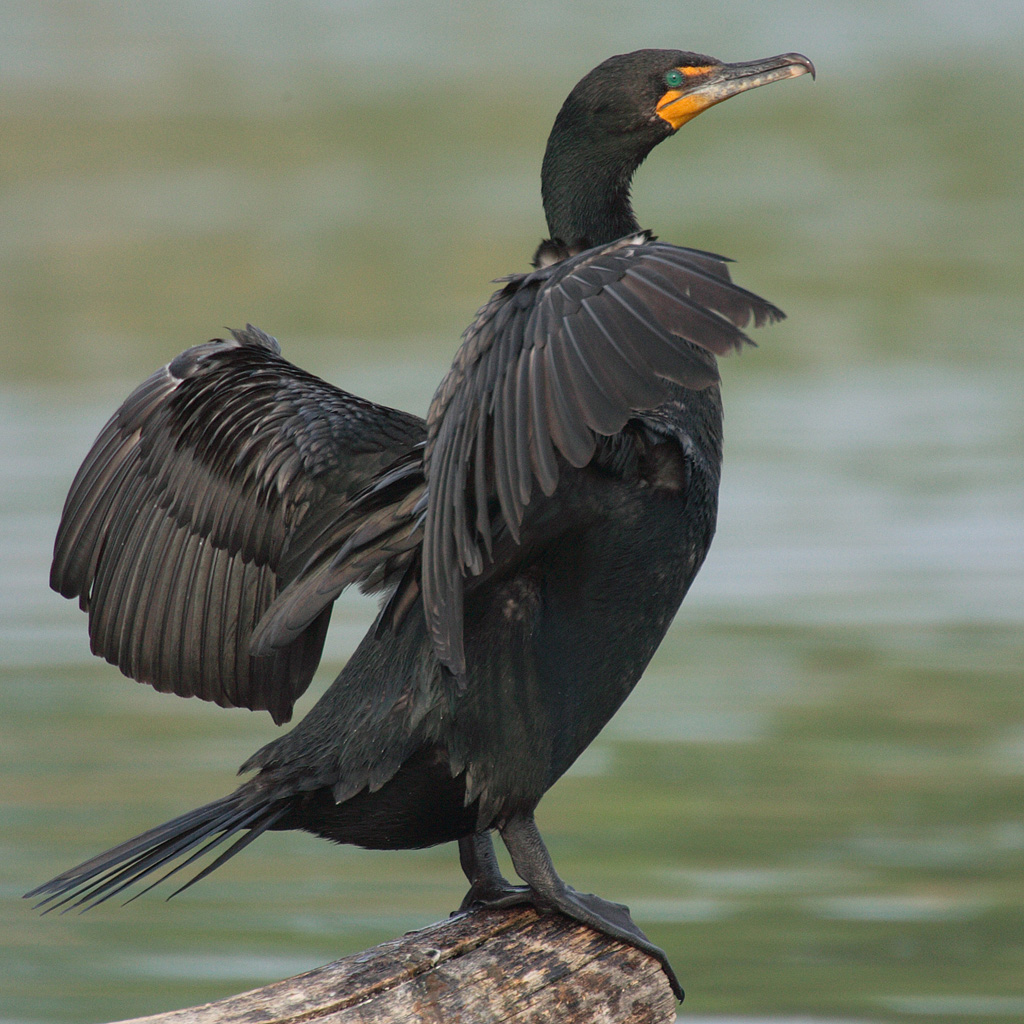
Füles kárókatona (Phalacrocorax auritus)
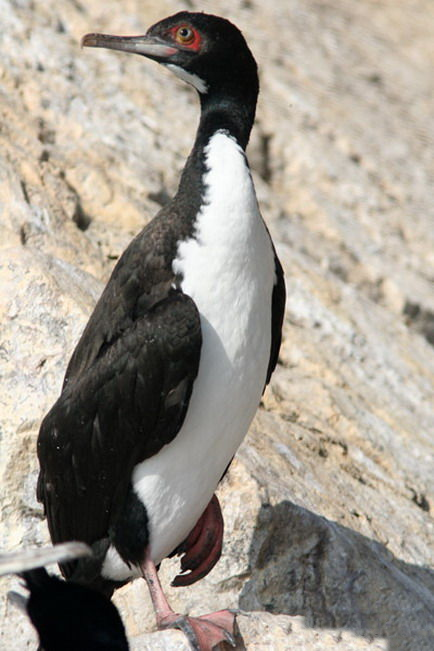
Guanókormorán (Phalacrocorax bougainvillii)
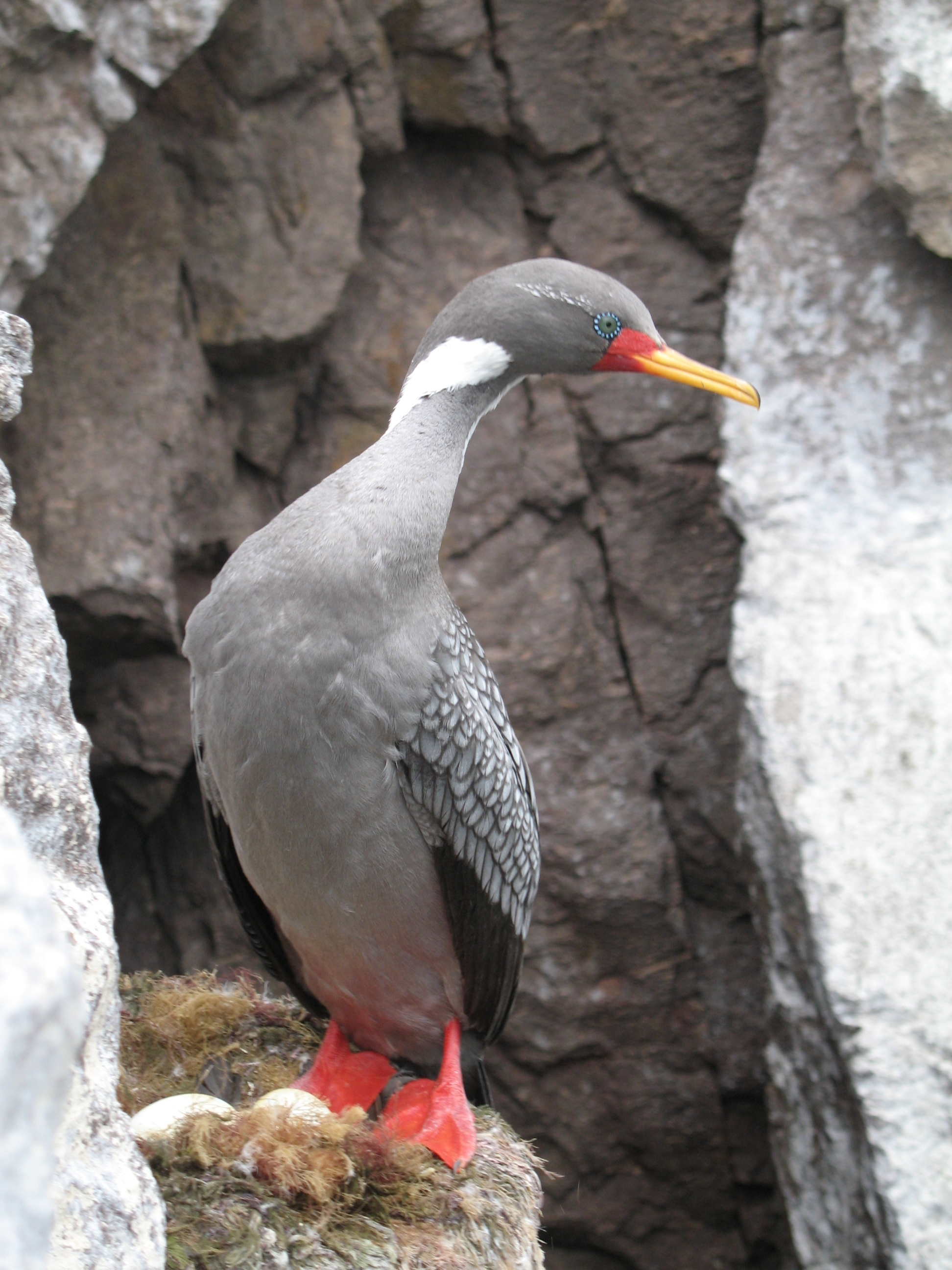
Vöröslábú kárókatona (Phalacrocorax gaimardi)
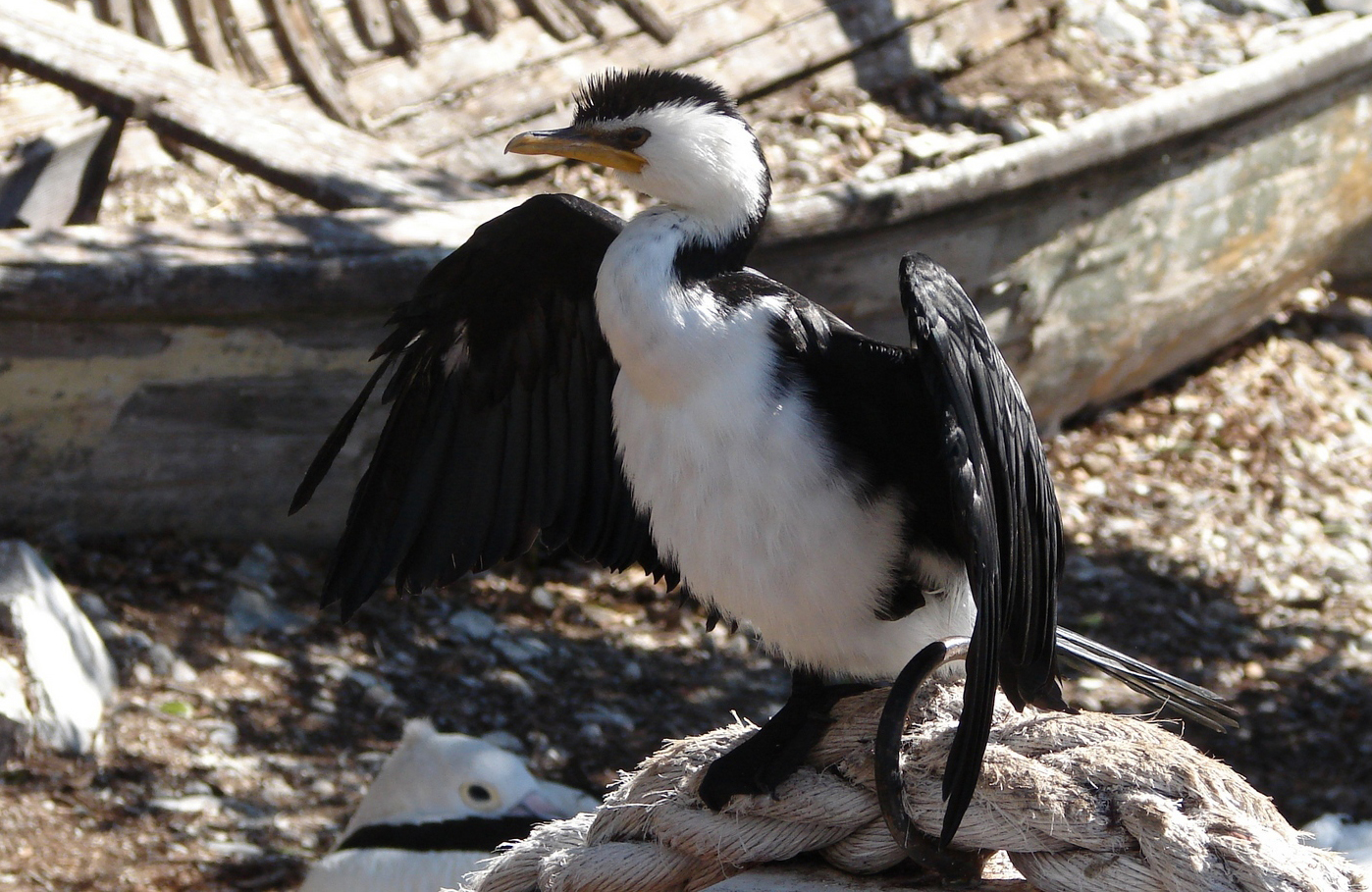
Maori kárókatona (Phalacrocorax varius)
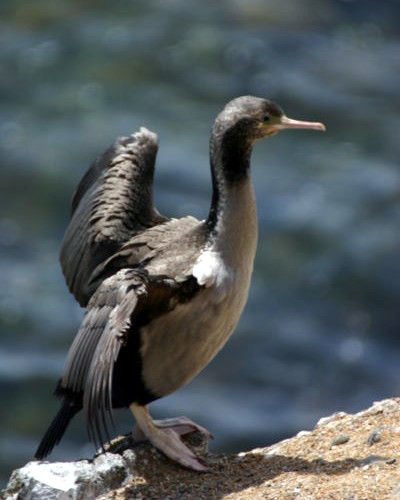
Pettyes kárókatona (Phalacrocorax punctatus)
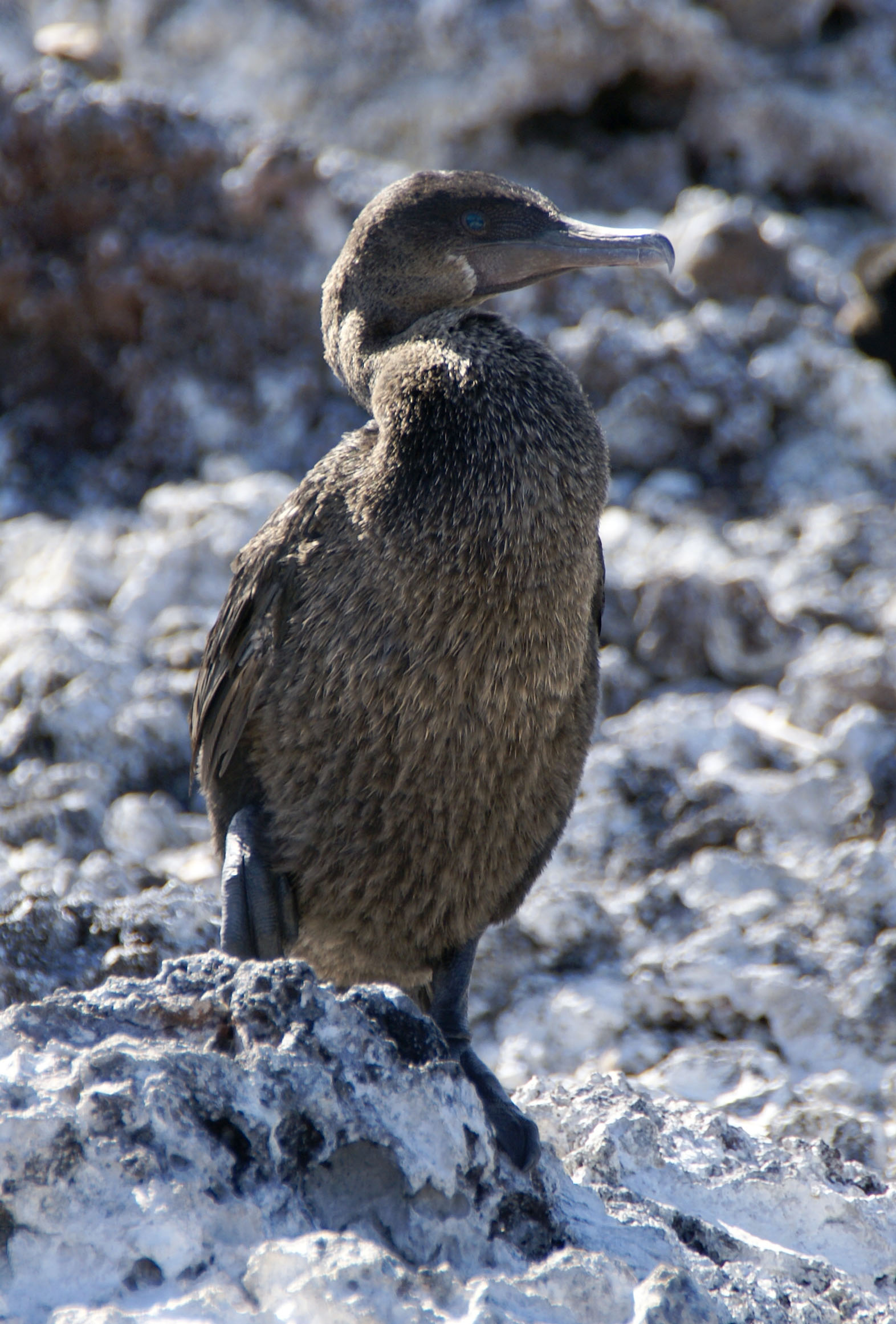
Csököttszárnyú kárókatona (Phalacrocorax harrisi)
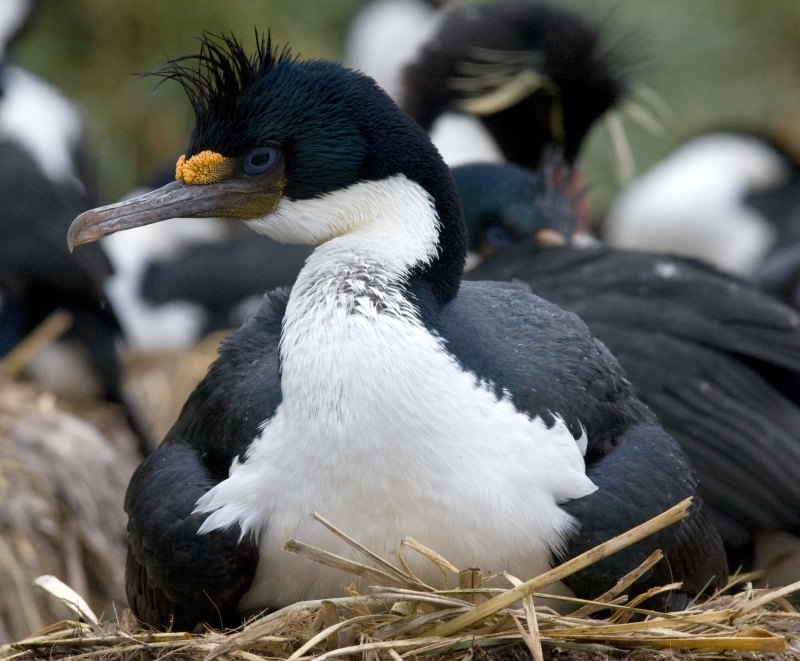
Kékszemű kárókatona (Phalacrocorax atriceps)

## Fordítás
- Ez a szócikk részben vagy egészben  a   Kormorane című német Wikipédia-szócikk fordításán alapul.  Az eredeti cikk szerkesztőit annak laptörténete sorolja fel. Ez a jelzés csupán a megfogalmazás eredetét és a szerzői jogokat jelzi, nem szolgál a cikkben szereplő információk forrásmegjelöléseként.
- Ez a szócikk részben vagy egészben  a   Cormorant című angol Wikipédia-szócikk ezen változatának fordításán alapul.  Az eredeti cikk szerkesztőit annak laptörténete sorolja fel. Ez a jelzés csupán a megfogalmazás eredetét és a szerzői jogokat jelzi, nem szolgál a cikkben szereplő információk forrásmegjelöléseként.